# Otto Crusius
Otto Crusius (Hannover, 20 dicembre 1857 – Monaco di Baviera, 29 dicembre 1918) è stato un filologo classico tedesco.

## Biografia
Nella sua gioventù fu lo studente di Heinrich Ludolf Ahrens presso il Liceo di Hannover, in seguito studiò filologia classica presso l'Università di Lipsia (1875-79). A Lipsia le sue influenze comprendevano Otto Ribbeck e Rudolf Hildebrand. Conseguì la sua abilitazione nel 1883 e tre anni dopo fu professore presso l'Università di Tubinga, succedendo a Erwin Rohde. In seguito, lavorò come professore presso l'Università di Heidelberg (dal 1898) e a Monaco (dal 1903). Nel 1915 diventò presidente dell'Accademia bavarese delle scienze e curatore generale delle collezioni statali bavaresi.
Le sue opere furono: "Beiträge zur griechischen Mythologie und Religionsgeschichte" (1886), "Untersuchungen zu den Mimiamben des Herondas" (1892), ecc. Pubblicò edizioni del poeta Eroda, e le favole di Babrio, e fu redattore della rivista Philologus. Dopo il 1909 pubblicò, con altre persone, diversi volumi tra cui "Das Erbe der Alten. Schriften Über Wesen und Wirkung Der Antike".